# Michelle Ashford
Pour les articles homonymes, voir Ashford et Ashford (homonymie).
Michelle Ashford, née en 1960 à Portland, dans l'Oregon (États-Unis), est une scénariste et productrice américaine.
Elle est surtout connue pour ses scénarios nommés aux Emmy 2010 pour la mini-série L'Enfer du Pacifique (The Pacific),.
En 2013, la série télévisée Masters of Sex d'Ashford fait ses débuts aux États-Unis sur Showtime.

## Vie privée
Ashford est mariée au scénariste et producteur de télévision Greg Walker, qu'elle a rencontré alors qu'il travaillait pour elle. Le couple a deux enfants.

## Filmographie partielle

### Filmographie en tant que scénariste

#### À la télévision
- 1995 : New York News (en)
- 1998 : L.A. Doctors (en)
- 1999 : A.T.F. (en)
- 2002-2003 : Boomtown
- 2004 : NIH : Alertes médicales* 2008 : Les Flingueuses
- 2008 : John Adams
- 2010 : L'Enfer du Pacifique
- 2013-2016 : Masters of Sex

#### Au cinéma
- 2022 : La Ruse
- 2023 : Cat Person

### Filmographie en tant que producteur

#### À la télévision
- 1995 : New York News (en)
- 1997 : Michael Hayes
- 1998 : L.A. Doctors (en)
- 1999 : A.T.F. (en)
- 2002-2003 : Boomtown
- 2004 : NIH : Alertes médicales
- 2008 : Les Flingueuses
- 2010 : L'Enfer du Pacifique
- 2013-2016 : Masters of Sex
- 2023- : Mayfair Witches

## Récompenses et distinctions
- (en) Michelle Ashford: Awards, sur l'Internet Movie Database